# Мальцево (Тотемский район)
Мальцево — упразднённая деревня в Тотемском районе Вологодской области.
Входила в состав Погореловского сельского поселения, с точки зрения административно-территориального деления — в Погореловский сельсовет.
Расположена на левом берегу реки Тиксна. Расстояние по автодороге до районного центра Тотьмы — 70 км, до центра муниципального образования деревни Погорелово — 11,5 км. Ближайшие населённые пункты — Маслиха, Федоровская, Якуниха.
По данным переписи в 2002 году постоянного населения не было.
Упразднена в июле 2020 года.